# 贡菜 (潮汕)
贡菜在广东潮汕特指一种以大芥菜腌制而成的腌渍蔬菜，其主要材料是切成条状、并晒干的大芥菜，加入白糖、食盐、姜末、白酒一起腌制而成，口味偏甜、口感酥脆是其一大特点。

## 名称起源
部份潮汕人按字面理解，认为“贡菜”的“贡”字是古代“进贡”皇帝的意思。同时也有观点认为“贡”是“酵”的音转，潮汕话中有“香到‘贡’倒人”、“臭到‘贡’倒人”的俗语，也就是气味刺激的意思。